# Spazio anti de Sitter
In matematica e fisica, uno spazio anti-de Sitter n-dimensionale (AdSn) è una varietà lorentziana massimamente simmetrica con curvatura scalare costante negativa. È l'analogo lorenziano dello spazio iperbolico n-dimensionale, così come lo spazio di Minkowski e lo spazio di de Sitter lo sono dello spazio euclideo e dello spazio ellittico rispettivamente. È conosciuto soprattutto per il suo ruolo nella corrispondenza AdS/CFT.
Nel linguaggio della relatività generale, lo spazio anti de Sitter è una soluzione di vuoto massimamente simmetrica dell'equazione di Einstein con una costante cosmologica {\displaystyle \Lambda } attrattiva (che corrisponde a una densità di energia del vuoto negativa e a una pressione positiva).
In matematica, uno spazio anti de Sitter è a volte definito più generalmente come uno spazio di segnatura {\displaystyle (p,q)}. Di solito in fisica è rilevante il caso con una sola dimensione temporale {\displaystyle (n-1,1)} o {\displaystyle (1,n-1)} (a seconda della convenzione di segno della metrica).

## Definizione e proprietà
Come lo spazio ellittico e quello iperbolico n-dimensionali possono essere visualizzati con un'immersione isometrica in uno spazio piatto di dimensione n+1, lo spazio anti de Sitter può essere visualizzato come l'analogo lorentziano di una sfera in uno spazio con una dimensione aggiuntiva. Per i fisici la dimensione aggiuntiva è di tipo tempo, mentre per i matematici è negativa; in questo articolo adottiamo la convenzione che le dimensioni temporali sono negative, così che queste due nozioni coincidono.

Immagine nello spazio 1 + 1 anti de Sitter analogo allo spazio 1+2 dimensionale.

Lo spazio anti de Sitter di segnatura {\displaystyle (p,q)} può essere immerso isometricamente in {\displaystyle \mathbb {R} ^{p,q+1}} con coordinate {\displaystyle (x_{1},...,x_{p},t_{1},...,t_{q+1})} e la pseudometrica
{\displaystyle ds^{2}=\sum _{i=1}^{p}dx_{i}^{2}-\sum _{j=1}^{q+1}dt_{j}^{2}}
come la sfera 
{\displaystyle \sum _{i=1}^{p}x_{i}^{2}-\sum _{j=1}^{q+1}t_{j}^{2}=-\alpha ^{2}}
dove {\displaystyle \alpha } è una costante non nulla con le dimensioni di una lunghezza (il raggio di curvatura). È da notare che questa è una sfera nel senso di un insieme di punti a distanza costante (nella metrica definita sopra) dall'origine, ma graficamente è un iperboloide.
La metrica dello spazio anti de Sitter è quella indotta dalla metrica dello spazio ambiente. Si verifica che la metrica indotta è non degenere e ha segnatura lorentziana.
Quando {\displaystyle q=0}, questo spazio si riduce all'ordinario spazio iperbolico. Il resto della discussione è valido per {\displaystyle q\geq 1}

### Curve di tipo tempo chiuse e ricoprimento universale
Quando {\displaystyle q\geq 1}, l'immersione precedente ha curve di tipo tempo chiuse; ad esempio, il percorso parametrizzato da {\displaystyle t_{1}=\alpha \sin \tau }, {\displaystyle t_{2}=\alpha \cos \tau }, e tutte le altre coordinate nulle è una curva di questo tipo. Quando {\displaystyle q\geq 2} queste curve sono proprie della geometria, ma quando {\displaystyle q=1} possono essere eliminate passando allo spazio di ricoprimento universale. Una situazione simile si ha per la pseudosfera che si avvolge attorno a se stessa, mentre il piano iperbolico non lo fa; come risultato quella contiene geodetiche auto-interagenti mentre il piano iperbolico non ne ha. Alcuni autori definiscono lo spazio anti de Sitter come equivalente all'immersione della sfera, mentre altri come equivalente al ricoprimento universale dell'immersione. Di solito quest'ultima definizione è quella di interesse fisico.

### Simmetrie
Se non si considera il ricoprimento universale, lo spazio anti de Sitter {\displaystyle (p,q)} ha come gruppo di isometrie {\displaystyle O(p,q+1)}. Se si considera il ricoprimento universale, il gruppo di isometrie è un ricoprimento di {\displaystyle O(p,q+1)}.